# Zortéa
Zortéa é um município brasileiro do estado de Santa Catarina.
Localiza-se à latitude 27º27'05" sul e à longitude 51º33'19" oeste, com altitude de 680 metros. Sua população estimada em 2011 é de 3.018 habitantes, distribuídos em 190,149 quilômetros quadrados de área. Zortéa é o último município do Brasil por ordem alfabética. 

## História
O nascimento de Zortéa começou em 10 de agosto de 1994, quando foi protocolado na Assembleia Legislativa o requerimento da comissão de emancipação, requerido pelo deputado Miguel Ximenes de Mello Filho. Recebeu status de município através da lei estadual nº 10.051 de 29 de dezembro de 1995, com território desmembrado de Campos Novos, sendo o novo município instalado em 1 de janeiro de 1997.
O povoado da Zortéa foi formado pelos operários da empresa Zortéa & Brancher, que fabricava compensados e esquadrias. 

## Cultura
A cultura italiana e trentina são muito fortes no município, herança dos imigrantes e descendentes que se instalaram em Zortéa.

## Demografia
- População urbana - 2.336 habitantes
- População rural - 655 habitantes
- Homens - 1.537 habitantes
- Mulheres - 1.454 habitantes

## Nota
↑  O nome correto do município deveria ser Zortea, sem acento. Ao resgatar a origem da formação do município de Zortéa constatou-se que a cultura italiana e, especificamente a trentina, são também fortes herança dos imigrantes e descendentes que se instalaram em Zortéa. A nomenclatura Zortea deriva-se do sobrenome italiano Zortéa, oriundo da região da Valsugana, na Província Autônoma de Trento (Tirol italiano).Curiosamente o município é o último na ordem alfabética entre todos os municípios do Brasil.